# 오탁
오탁(吳卓, ?~1126년)은 고려의 무신이다.

## 생애
인종이 이자겸(李資謙)과 척준경(拓俊京)의 횡포를 미워했기에 내시(內侍) 김찬(金粲)·안보린(安甫鱗), 동지추밀원사(同知樞密院事) 지녹연(智祿延), 대장군(大將軍) 권수(權秀), 장군 고석(高碩) 등과 함께 그들을 제거하고자 했지만 내직기두(內職旗頭) 학문(學問)이 성을 넘어 중랑장(中郞將) 지호(池顥)를 시켜 이자겸에게 이를 누설해 그는 인종을 인도하고 도망갔지만 곧바로 살해당했다.